# Ollerup Sogn
Ollerup Sogn er et sogn i Svendborg Provsti (Fyens Stift).
I 1800-tallet var Kirkeby Sogn anneks til Ollerup Sogn. Begge sogne hørte til Sunds Herred i Svendborg Amt. Ollerup-Kirkeby sognekommune blev senere delt, så hvert sogn dannede sin egen sognekommune. Inden kommunalreformen i 1970 gik Ollerup ind i Ollerup-Skerninge Kommune, som dog blev for lille. Så ved selve reformen blev den sammen med Kirkeby indlemmet i Egebjerg Kommune, der ved strukturreformen i 2007 indgik i Svendborg Kommune.
I Ollerup Sogn ligger Ollerup Kirke.
I sognet findes følgende autoriserede stednavne:
- Bromark (bebyggelse)
- Ditlevgårde (bebyggelse)
- Grusmose (bebyggelse)
- Knarrebjerg (bebyggelse)
- Lysbjerg (bebyggelse)
- Nielstrup (ejerlav, landbrugsejendom)
- Ollerup (bebyggelse, ejerlav)
- Ollerup Kohave (bebyggelse)
- Skovmark (bebyggelse)
- Stågerup (bebyggelse, ejerlav)

## Eksterne kilder7henvisninger
- Fil med information om sogne og kommuner
- Autoriserede stednavne i Danmark

55°04′21″N 10°29′08″Ø / 55.07258°N 10.48556°Ø